# Hovsjö kyrka
Hovsjö kyrka är en kyrkobyggnad i stadsdelen Hovsjö i södra Södertälje i Södermanland. Kyrkan ingår i Södertälje församling i  Strängnäs stift.

## Bakgrund
Stadsdelen Hovsjö uppfördes i början av 1970-talet och Hovsjö kyrka är belägen i stadsdelens centrum. Den är granne med stadsdelens skola, fritidsgård och sporthall. I folkmun brukar byggnaden ofta kallas Hovsjö hus.
Utifrån märks kyrkans sju fönster, som är målade av konstnären Fernando Castro år 2000. Fönstren visar Frälsningshistorien så som den beskrivs i bibeln. Altarvävnaden föreställer Jesus. Kyrkan är särskilt känd för sitt altarkors som tillverkats av granatsplitter från kriget i Libanon, vilket skänktes av Hovsjöskolans tidigare rektor Bengt Palm.
Hovsjö kyrkas tabernakel är tillverkat i furu av dåvarande kyrkoherden Sigurd Hjelmgren och färgsatt och dekorerat av konstnären Sven-Bertil Svensson. Ljusskeppet tillverkades år 1995 av Hovsjösmeden Jakob Some.

## Inventarier
- Det finns ingen orgel i kyrkan år 1989 utan ett piano används istället.

Nyrenoverat år 2011

## Galleri

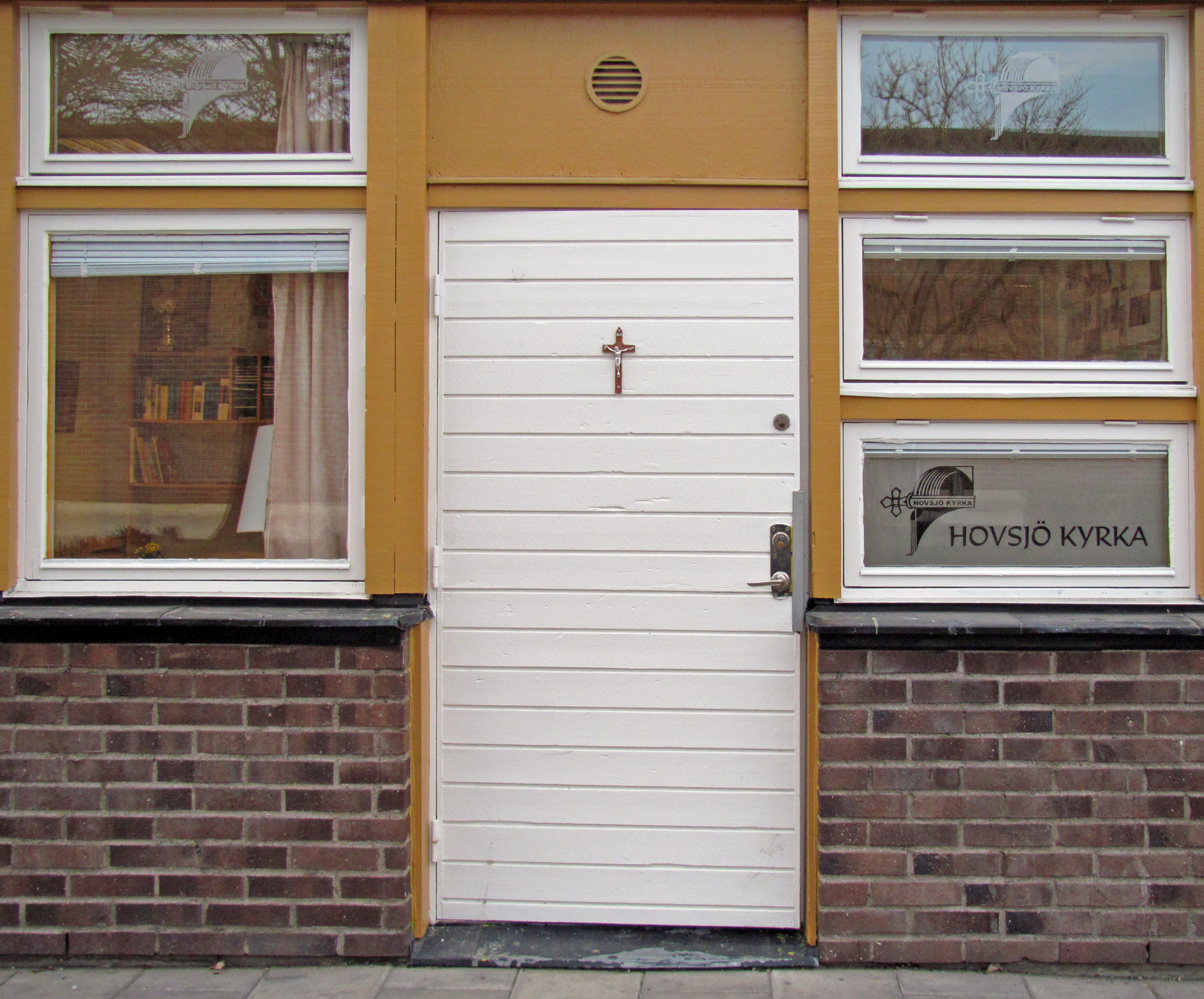
Entrén